# Ulrich Schreiber (Wirtschaftswissenschaftler)
Ulrich Schreiber (* 1950) ist Professor und war bis zu seiner Emeritierung 2019 Inhaber des Lehrstuhls für Betriebswirtschaftliche Steuerlehre an der Universität Mannheim und Forschungsprofessor am Zentrum für Europäische Wirtschaftsforschung.
Schreiber schloss das Studium 1974 als Diplom-Kaufmann ab. Er promovierte 1979 an der Universität Mannheim unter der Betreuung von Otto H. Jacobs und habilitierte 1985 ebenfalls dort. Im Anschluss daran war er von 1985 bis 1999 als Professor für Betriebswirtschaftslehre und Betriebswirtschaftliche Steuerlehre an der Gottfried Wilhelm Leibniz Universität Hannover. 1997 legte er zudem die Prüfung als Steuerberater ab. Er kehrte 1999 nach Mannheim zurück und übernahm bis zu seiner Emeritierung 2019 den Lehrstuhl für Allgemeine Betriebswirtschaftslehre und Betriebswirtschaftliche Steuerlehre.
Er ist Mitglied des Wissenschaftlichen Beirats beim Bundesministerium der Finanzen, Mitherausgeber des Schmalenbach Business Review und bis 2020 war er Mitherausgeber der Schmalenbachs Zeitschrift für betriebswirtschaftliche Forschung. 2023 hat er die Ehrendoktorwürde der Wirtschaftswissenschaftliche Fakultät der Gottfried Wilhelm Leibniz Universität Hannover erhalten.